# Корана (река)
Корана (хорв. Korana) — река в Хорватии и Боснии и Герцеговине, правый приток реки Купа. Длина реки — 144 км, средний расход воды — 86 м³/с. Принадлежит к бассейну Дуная и Чёрного моря.
Корана берёт начало в Хорватии на территории национального парка «Плитвицкие озёра». Воды Кораны, текущие сквозь известняк, за тысячи лет нанесли барьеры травертина, образовав естественные плотины, которые, в свою очередь, создали ряд живописных озёр, водопадов и пещер.

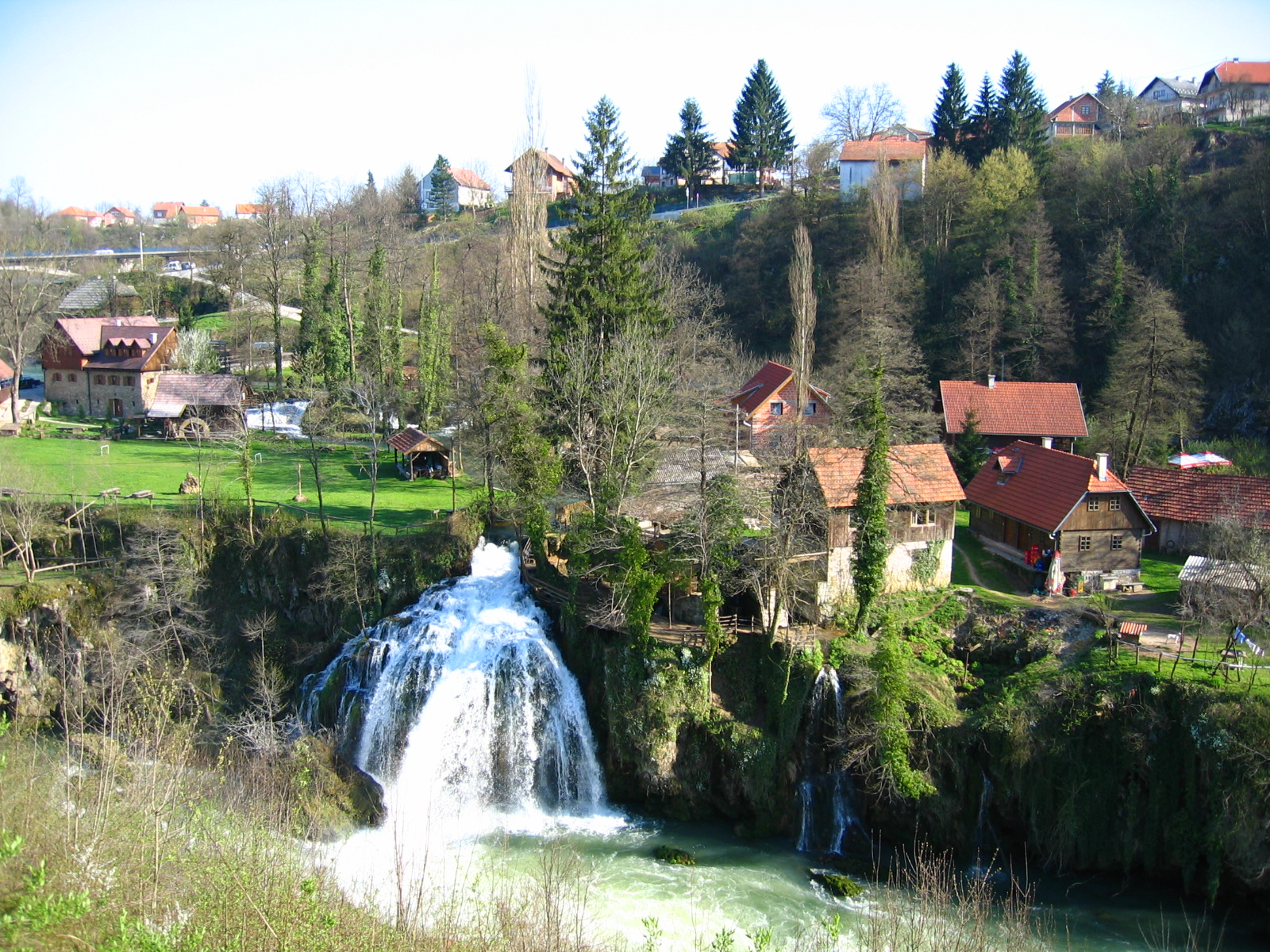
Растоке

Покинув территорию парка, Корана сохраняет горный характер, течёт в каньоне, скорость течения высокая. За Плитвицкими озёрами Корана на протяжении 25 км образует границу с Боснией и Герцеговиной. Затем река поворачивает на северо-запад, вновь входит на территорию Хорватии, где протекает через город Слунь. Здесь, в районе впадения реки Слуньчица в Корану, находится каскад водопадов — Растоке.

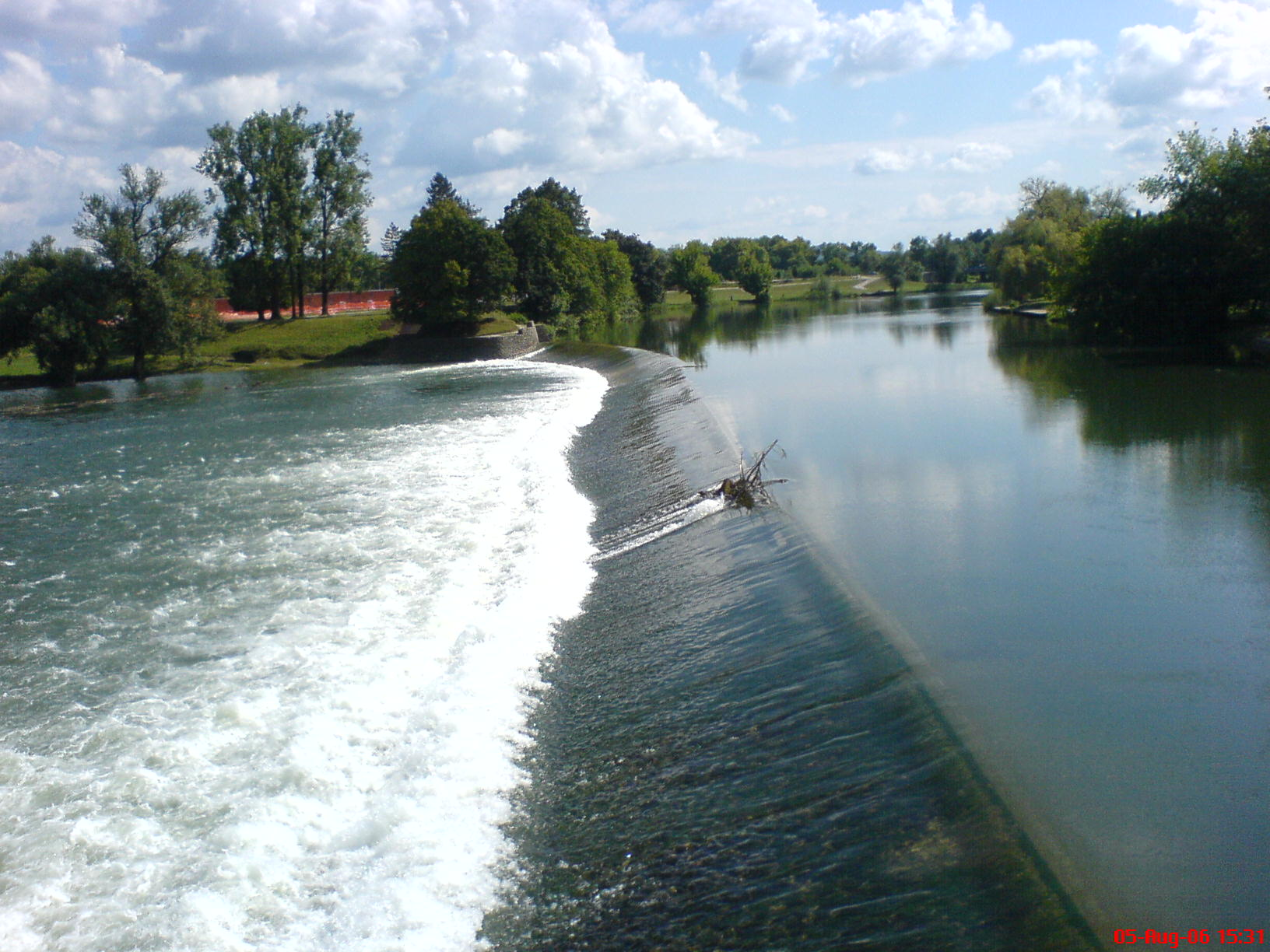
Корана в Карловаце

Ниже Слуня Корана течёт на север, впадает в Купу в черте города Карловац. В нижнем течении характер реки более спокойный. За несколько километров до устья, также на территории Карловаца, Корана принимает слева свой крупнейший приток — Мрежницу.